# 起凤书院
起凤书院，位于中国广东省茂名市信宜市镇隆镇八坊村文明街。2015年被列入广东省文物保护单位。

## 历史
始建于清康熙五十一年（1712年），清光绪五年（1879年）重建，坐北向南，土木结构，砌砖墙，面宽25米，进深15米，取名寓意“凤凰起飞，人才辈出”，为生童治学之所。清道光二十年（1840年）重修，添设廊庑号舍，作考试取士的试院，又称“考棚”，后于书院后座上层建楼命名为“登瀛楼”。